# Horus-Ba
Horus-Ba – władca Egiptu, którego okres panowania przypada na środkowy lub późny okres III dynastii.